# サン＝シール＝レコール
サン＝シール＝レコール （Saint-Cyr-l'École）は、フランス、イル＝ド＝フランス地域圏、イヴリーヌ県のコミューン。

## 地理
サン＝シールはヴェルサイユの西およそ4km、パリの南西24kmの位置にあり、ヴェルサイユ、ギュイヤンクール、モンティニー＝ル＝ブルトンヌー、ボワ＝ダルシー、フォントネー＝ル＝フルーリーと接している。
コミューン全体が広大なヴェルサイユ平野の中に含まれ、北部のガリイ川に囲まれるところでは標高が115mとなり、徐々に南へ向かって市街地が広がり、台地上を標高が170mまで上昇していく。コミューンの西側ではA12と接し、東側はグランド・サンチュール（現在廃線）と呼ばれるヴェルサイユ-サン＝ジェルマン＝アン＝レー間の路線が通り、北西部をアヴル水道橋が交差する。
コミューンの北部の都市化が遅れており、フランス最古の民営飛行場の1つでもあるサン＝シール＝レコール飛行場がある。南西は標高175mのガゼの森があり、ハイキング・コースとなっている。

## 交通
- 道路 - ヴェルサイユ-ランブイエ間をつなぐ県道10号線。サン＝シルとプレジール間をつなぐ県道11号線。トラップへ向かう国道10号線。ボワ＝ダルシーおよびヴェルサイユ南部、ドルーへ向かう国道12号線。
- 鉄道 - サン＝シル＝レコール駅では、パリのモンパルナス駅発シャルトル行のトランジリアンの路線がある。プレジール-グリニョン駅を経由してグランヴィルやドルーへ向かうことができる。直行の通勤列車サービスは、ヴェルサイユ＝シャンティエ駅を経由してモンパルナス駅へ、RER C線のアンヴァリッド駅を経由してラ・デファンス駅やオステルリッツ駅へ向かうことができる。
- バス - 5社がそれぞれ路線を運営している

## 由来
サン＝シルとは、4世紀にキリスト教徒迫害で殉教したタルススの聖クリオス（Cyr de Tarse）にちなむものである。

## 歴史

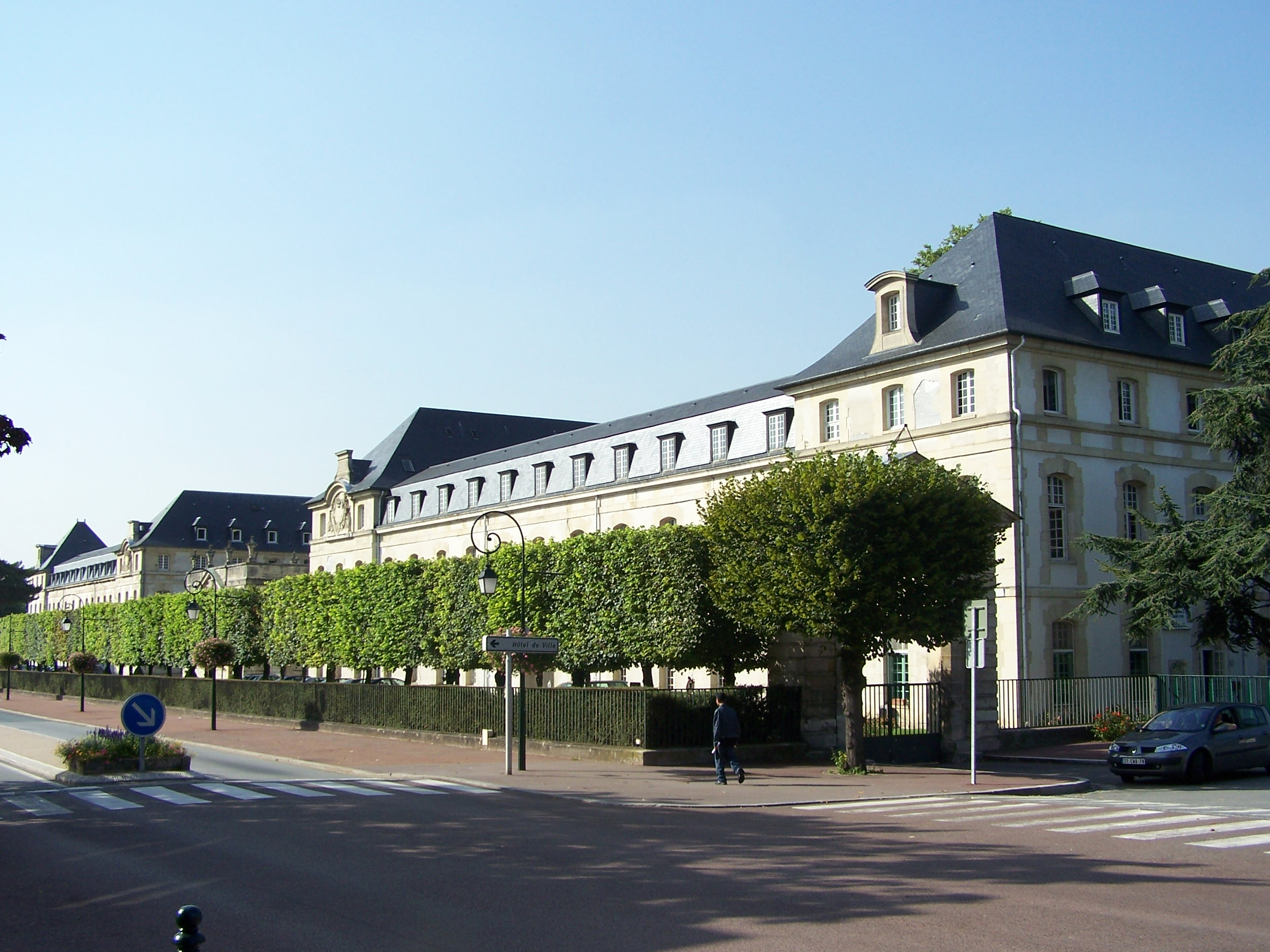
陸軍士官学校のリセ

1717年6月11日、ロシア皇帝ピョートル1世がサン＝シルを訪問した。
1686年、マントノン侯爵夫人によって、貴族の少女たち250人を教育する学校メゾン・ロワイヤル・ド・サン＝ルイ（fr）が創設された。1808年より、メゾン・ロワイヤル・ド・サン＝ルイの建物がサン＝シール陸軍士官学校に転用された。陸軍士官学校は1802年にナポレオン・ボナパルトによってフォンテーヌブローで創設されていたが、サン＝シールに移転し1940年まで存続した。サン＝シールの建物は1944年の連合国側による爆撃で損傷し、陸軍士官学校も1945年に再編された。しかし陸軍士官学校はモルビアン県のコエキダンに移転した。これらの建物は1964年に再建され、現在は陸軍士官学校のリセが使用しており、ColdoまたはVieux bahutの愛称で呼ばれている。1966年から1984年までは最初のコレージュも入っていた。
フランス革命時代、コミューンの名称は一時的にリーブルヴァル（Libreval）、そしてヴァル＝リーブル（Val-Libre）と改名させられていた。
1874年3月27日、まちを防衛するためのサン＝シール要塞建設の法令が公布された。サン＝シールの名がつけられながら、実際の所在地は隣接するボワ＝ダルシーにあった。2つのコミューンの境界が変更されたため、現在要塞はモンティニー＝ル＝ブルトンヌーの領域内にある。

## 人口統計
| 1962年 | 1968年 | 1975年 | 1982年 | 1990年 | 1999年 | 2006年 |
| ------ | ------ | ------ | ------ | ------ | ------ | ------ |
| 9309   | 16001  | 16537  | 14996  | 14829  | 14566  | 15778  |

参照元:1962年までEHESS、1968年以降INSEE

## 経済
サン＝シールには、フランス国立工芸院に属する空気力学研究所（fr）がある。研究所には空力研究のための特別のトンネルがあり、多くの公営企業と提携して作品を作っている。

## 文化
コミューン付属のサン＝シーリエンヌ（Saint-Cyrienne）楽団があり、まちの公式行事において年間20回ほど演奏を行っている。楽団は1877年にかつて軍所属の音楽家だった労働者たちによって結成された。第一次世界大戦においては30人の楽団員の一部が命を落とし、第二次世界大戦下では活動を禁止された。楽団は1944年にユニオン・ミュジカル・ラ・サン＝シーリエンヌ（Union musicale La Saint-Cyrienne）の名称で復活した。現在は80人のメンバーで構成されている。

## 姉妹都市
- ブツバッハ、ドイツ
- ボニーリグ、スコットランド